# Dekanat Bielawa

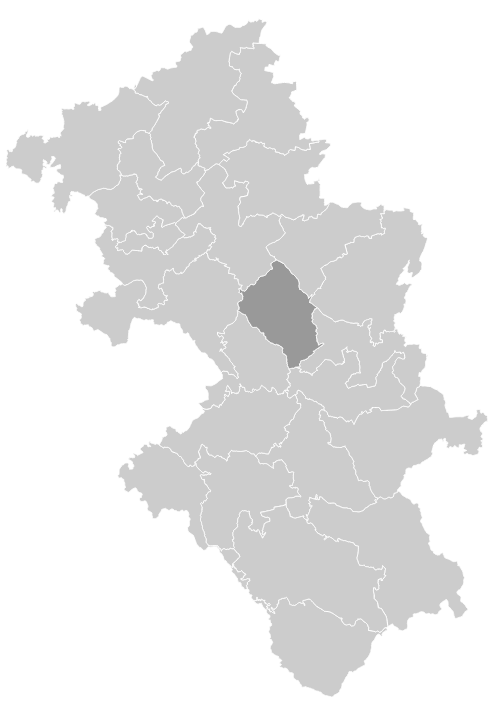
Położenie na mapie diecezji

Dekanat Bielawa – jeden z 24 dekanatów w rzymskokatolickiej diecezji świdnickiej. Powstał 11 czerwca 2007 na mocy dekretu bp. Ignacego Deca. W jego skład wchodzą parafie wcześniej należące do dekanatu Dzierżoniów-Południe.
Dekanat znajduje się na terenie województwa dolnośląskiego, w większości w powiecie dzierżoniowskim i po części w powiecie ząbkowickim. Jego siedziba ma miejsce w Bielawie, w kościele Wniebowzięcia NMP.

## Parafie i miejscowości
W skład dekanatu wchodzi 8 parafii:

### parafia Bożego Ciała
- Bielawa → kościół parafialny

### parafia Ducha Świętego
- Bielawa → kościół parafialny
  - Kamieniczki
  - Nowa Bielawa

### parafia Miłosierdzia Bożego
- Bielawa → kościół parafialny i kaplica Świętej Bożej Rodzicielki

### parafia Wniebowzięcia NMP
- Bielawa → kościół parafialny i kaplica św. Augustyna

### parafia św. Jadwigi
- Ostroszowice → kościół parafialny i kościół pomocniczy św. Józefa Oblubieńca NMP
  - Jodłownik → kaplica mszalna św. Józefa Oblubieńca NMP
  - Józefówek
  - Myśliszów
  - Wiatraczyn
- Grodziszcze → kościół filialny św. Maksymiliana Marii Kolbego
  - Dobrocinek
  - Grodziszcze-Kolonia

Proboszcz tej parafii obsługuje również filię Trójcy Przenajśw. w Owieśnie, należącą de iure do parafii św. Jadwigi w Przedborowej (dekanat Ząbkowice Śląskie-Północ).

### parafia św. Antoniego
- Pieszyce → kościół parafialny i kaplica Najśw. Serca Pana Jezusa
- Kamionki → kościół filialny Aniołów Stróżów

### parafia św. Jakuba
- Pieszyce → kościół parafialny, kościół filialny NMP Królowej Polski (w tzw. Pieszycach Dolnych) i kaplica św. Jerzego

### parafia św. Jana Nepomucena
- Bratoszów
- Piskorzów → kościół parafialny
  - Dorotka
- Rościszów → kościół filialny św. Bartłomieja
  - Lasocin
  - Padole
  - Potoczek
  - Szczytów

Powyższy wykaz przedstawia wszystkie miasta, wsie oraz dzielnice miast, przysiółki wsi i osady w dekanacie.